# Jorge Valdivia
Jorge Luis Valdivia Toro (* 19. Oktober 1983 in Maracaibo, Venezuela) ist ein ehemaliger chilenischer Fußballspieler.

## Karriere

### Verein
Seine Karriere begann Valdivia in der Jugend des chilenischen Spitzenvereins CSD Colo-Colo. Zur Saison 2003 rückte er in deren Profikader auf, wurde dann aber für ein halbes Jahr an Aufsteiger CD Universidad de Concepción verliehen. Dort kam er zu seinen ersten Profieinsätzen in Chiles erster Liga. Im Sommer 2003 folgte ein Leihgeschäft mit dem spanischen Zweitligisten Rayo Vallecano. Dort kam Valdivia aber nur zu wenigen Einsatzmöglichkeiten. Nach seiner Rückkehr liehen ihn die Colo-Colo-Verantwortlichen erneut ins Ausland aus. Für ein Jahr spielte Valdivia für die Schweizer Traditionsmannschaft Servette FC Genève und spielte hier ein Jahr. Nach seiner erneuten Rückkehr zu Colo Colo schaffte es der Offensivspieler endlich in die Stammelf. Die Mannschaft spielte ein gutes Jahr und gewann 2006 die Apertura-Meisterschaft. Im Juli 2006 verabschiedete sich Valdivia endgültig von Colo Colo und unterzeichnete einen Vertrag beim brasilianischen Klub Palmeiras São Paulo. Durch seine guten Leistungen stieg er schnell zum Publikumsliebling auf und wurde zum Spieler der Mannschaft des Jahres 2007 gewählt. 2008 war er eine Schlüsselfigur beim Gewinn der Staatsmeisterschaft von São Paulo. Seine Fähigkeiten brachten ihn erneut auf die Liste europäischer Scouts. So war auch Hertha BSC an dem Spieler interessiert. Trotzdem kam es nicht zu einem wiederholten Wechsel nach Europa. Im August 2008 wurde bekannt, dass sich Valdivia dazu entschloss zum Al Ain Club in die Vereinigten Arabischen Emirate zu wechseln. Dort unterzeichnete er einen Vierjahresvertrag. Auch hier gewann er schnell die Gunst der Zuschauer, die ihm den Namen El Mago, der Magier, verpassten. Mit Al Ain spielte Valdivia eine großartige Saison. Neben dem Gewinn des Etisalat Emirates Cup und des UAE President’s Cup wurde mit dem Erfolg im Wettkampf um den UAE Arabian Gulf Super Cup das Triple perfekt gemacht. Wegen seiner guten Leistungen und schnellen Bindung zum Verein wurde Valdivia recht bald zum Kapitän der Mannschaft ernannt. In der Sommertransferphase 2010 folgte ein Wechsel zu Palmeiras São Paulo. Nach fünf Jahren in der Série A folgte die Rückkehr in die UAE Arabian Gulf League, dieses Mal für zwei Jahre und 2,5 Millionen Euro Gehalt pro Jahr zu al-Wahda. Nach Ablaufen seines Vertrags wechselte er zurück zu seinem Heimatclub CSD Colo-Colo. Dort blieb er bis Januar 2020. Dann wechselte er ablösefrei zu Monarcas Morelia in die Liga MX nach Mexiko. Im März 2020 verklagte er seinen Ex-Club Colo-Colo, weil der chilenische Club ihm nach Valdivias Angaben 356 Millionen Pesos schuldete.

### Nationalmannschaft
2004 wurde Valdivia vom damaligen Trainer der Chilenen, Juvenal Olmos, in den Kader der Landesauswahl berufen. Zuvor spielte er bereits für die U-23-Mannschaft des Verbandes. 2007 kam der Offensivspieler zu seinem ersten Turnier, als er für die Copa América 2007 nominiert wurde. 2004 fehlte er noch.
Bei der Qualifikation zur WM 2010 konnte er mit Chile den zweiten Platz hinter Gruppensieger Brasilien erreichen. Sein einziges Tor in der Qualifikation erzielte er beim 4:2-Auswärtssieg gegen Kolumbien. Mit diesem Sieg wurde zudem die Qualifikation zur WM-Endrunde endgültig gemeistert. Im Mai 2010 wurde Valdivia von Trainer Marcelo Bielsa in den Kader für die Fußball-Weltmeisterschaft 2010 berufen. Dort kam er in allen drei Vorrundenspielen und dem Achtelfinale gegen Brasilien zum Einsatz. Nach der 0:3-Niederlage gegen den Kontinentalkonkurrenten schieden die Chilenen anschließend aus dem Wettbewerb aus.

## Erfolge

### Verein
- Apertura-Meisterschaft mit CSD Colo-Colo: 2006
- Staatsmeisterschaft von São Paulo mit Palmeiras: 2008
- UAE President’s Cup mit Al Ain Club: 2009
- Etisalat Emirates Cup mit Al Ain Club: 2009
- UAE Arabian Gulf Super Cup mit Al Ain Club: 2009
- Copa do Brasil: 2012 mit Palmeiras
- Brasilianischer Zweitligameister: 2013

### Nationalmannschaft
- Copa América: 2015

### Individuell
- Bester Spieler der Staatsmeisterschaft von São Paulo: 2008
- Bester ausländischer Spieler der Premier Division: 2008
- Bester Spieler der Premier Division: 2009